# Weissia hedwigii
Weissia hedwigii là một loài rêu trong họ Pottiaceae. Loài này được H.A. Crum mô tả khoa học đầu tiên năm 1971.